# Munsön (udde)
Munsön är en udde i Finland. Den ligger i Karleby och landskapet Mellersta Österbotten, i den centrala delen av landet, 400 km norr om huvudstaden Helsingfors.
Terrängen inåt land är mycket platt. Havet är nära Munsön norrut. Runt Munsön är det ganska tätbefolkat, med 111 invånare per kvadratkilometer. Närmaste större samhälle är Karleby, 8,6 km öster om Munsön. 